# شمس‌آباد (داراب)
شمس‌آباد، روستایی در دهستان پاسخن بخش فسارود شهرستان داراب در استان فارس ایران است.

## جمعیت
بر پایه سرشماری عمومی نفوس و مسکن در سال ۱۳۹۵، جمعیت این روستا برابر با ۴۶۰ نفر (۱۴۳ خانوار) بوده است.